# Projecte de Constitució Federal de l'Estat Asturià
El Projecte de Constitució Federal de l'Estat Asturià va ser obra dels membres asturians del Partit Republicà Federal en 1883 sent aprovada aquest mateix any a l'assemblea regional del partit. Es tractava de la proposta constitucional de dit partit per a l'Estat Asturià integrat a la República Federal Espanyola. El text va romandre desaparegut per més d'un segle i no va tornar a sortir a la llum fins a l'abril de 2009 gràcies a l'historiador gijonés Sergio Sánchez Collantes, qui en va trobar un exemplar.